# Vedanga Jyotisha
Vedanga Jyotisha (IAST Vedāṅga Jyotiṣa), o Jyotishavedanga (Jyotiṣavedāṅga), és un dels primers textos indis coneguts sobre astrologia (Jyotisha). El text conegut està datat als darrers segles aC, però pot estar basat en una tradició que es remunta a uns 700-600 aC.
El text és fonamental per a Jyotisha, una de les sis disciplines del Vedanga. El seu autor se l'anomena tradicionalment com a Lagadha.

## Història textual
La datació del Vedanga Jyotisha és rellevant per a la datació dels textos vèdics. El Vedanga Jyotisha descriu el solstici d'hivern durant el període de ca. 1400 aC. Aquesta descripció s'ha utilitzat per datar el Vedanga Jyotisha. Segons Michael Witzel, la pregunta és "si la descripció que es dona a la Jyotisha és també la data del text en què es transmet. Està escrit en dues revisions: recensions de Rigveda i recensions de Yajurveda. Les revisions de Rigveda i les de Yajurveda tenen els mateixos versos excepte vuit versos addicionals en el de Yajurveda". TKS Sastry i R. Kochhar suposen que el Vedanga Jyotisha va ser escrit en el període descrit i, per tant, proposen una primera datació, entre 1370 i 1150 aC. David Pingree el data en el solstici descrit com aproximadament 1180 aC, però s'observa que la rellevància d'aquest càlcul en la data de la Vedanga Jyotisha no és evident. L'estimació del 1400-1200 aC ha estat seguida per altres, amb Subbarayappa que afegeix que la forma actual possiblement pot ser del 700-600 aC.
Altres autors proposen una redacció posterior. Santanu Chakraverti escriu que hauria estat redactat després del 700 aC, mentre que Michael Witzel la data dels darrers segles aC, basant-se en l'estil de composició. Segons Chakraverti, la seva descripció del solstici d'hivern és correcta per a ca. 1400 aC, però no per al moment de la seva composició després del 700 aC. Això pot ser degut a la incorporació del coneixement astronòmic de l'astronomia Harappa tardama al coneixement vèdic, una idea que també la proposa Subbarayappa. Michael Witzel assenyala:
| « | Només si un està convençut que Lagadha pretenia que el solstici fos exactament a l'alfa Delphini de Dhanishta, es pot datar les seves observacions a finals del segon mil·lenni. Com que això no es pot demostrar sense cap dubte, ja que la composició del text és en llenguatge èpic tardà, i com que el seu contingut té clares semblances amb les obres babilònies, el text ha de pertànyer a un període tardà, als darrers segles aC. | » |

## Edicions
- Recensió de Yajus, variants Rk i comentari de Somākara Śeṣanāga, editat: Albrecht Weber, Über den Vedakalender Namens Jyotisham, Berlín 1862[11]
- Recensió Yajus, versos no Yajus de la recensió Rk, editat: G. Thibaut, "Contributions to the Explanation of the Jyotisha-Vedánga", Journal of the Asiatic Society Bengal Vol 46 (1877), p. 411-437
- Traducció a l'hindi: Girja Shankar Shashtri, Jyotisha Karmkanda i Adhyatma Shodh Sansthan, 455 Vasuki Khurd, Daraganj, Allahabad-6.
- Comentari sànscrit amb traducció hindi: Vedā̄ṅgajyotiṣam: Yajurvedināṃ paramparayā gatam vistr̥tasaṃskr̥tabhūmikayā. Sobre l'astrologia i l'astronomia vèdiques; text editat de manera crítica amb comentaris en hindi i sànscrit. Amb apèndixs que inclouen el calendari vèdic tal com el descriu Lagadha per a la seva època. Per Lagadha, Ācārya-Śivarāja Kauṇḍinnyāyana, Pramodavardhana Kaundinnyayana, Sammodavardhana Kauṇḍinnyāyana, Somākara[12]